# Гон (персонаж)
Гон (яп. ゴン) — динозавр из одноимённой манги 1995 года. Также известнен, как персонаж игры Tekken 3. В ней он, также как Роджер и Алекс, является частью зоопарка на острове Хэйхати. Основной его род занятий — это путешествия и защита животных.

## Характеристика
Гон обладает внушительным аппетитом и силой. Он способен поднять многих животных, которые в несколько раз больше него, и способен простоять на своих челюстях, держа на весу всё тело. Его чешуя прочная, это даёт возможность не думать об укусах многих хищников.
Гон часто совершает необдуманные поступки. Например, он может неделями не замечать гнездо орла на голове, т. е. попасть в приключения, не замечая опасностей. С другой стороны, Гон иногда проявляет чудеса хитрости и тактики - использует льва как вьючное животное в собственных целях.
В Tekken 3 Гон получил способность «портить воздух» и дышать огнём. Для озвучивания его голоса были взяты звуки, издаваемые енотами.

## Манга
В манге Гон пережил вымирание динозавров и пытался жить вместе с людьми. Масаси Танака (создатель Гона) сказал:
Эта работа не содержит диалоговых окон или звукоподражательных слов. Люди всегда спрашивают меня, почему я сделал это. С самого начала я не думал, что это будет необходимо. Манга должна быть без грамматики. Я также думаю, что странно давать человеку язык животных и заставить его говорить на нём. Целью того, что я решил сделать с Гоном, было создание чего-то более интересного, чем всего, что вы могли бы сказать словами. Манга по-прежнему обладает большим потенциалом, которого не существует в других средствах массовой информации. Я планирую продолжить работу, пользуясь искусством выражения.
Приключения Гона, как правило, носят комедийный характер и сфокусированы вокруг окружающей среды. Главы манги очень слабо связаны между собой. Гон появляется в разных странах и взаимодействует с их фауной практически в каждом выпуске. Он часто изображается как вспыльчивый, но добрый малый, предлагая свою помощь новым друзьям - местным животным.

### Издания
Manderin Publishing
- Gon: ISBN 0-7493-9685-7

Paradox Press
- Gon: ISBN 1-56389-749-0
- Gon on Safari: ISBN 1-56389-669-9
- Gon Swimming: ISBN 1-56389-380-0
- Gon Underground: ISBN 1-56389-591-9
- Gon Wild!: ISBN 1-56389-474-2

## Полнометражный фильм
Sprite Animation Studios объявила, что Мото Сакакибара, режиссёр анимационного фильма «Последняя фантазия: Духи внутри», будет руководить созданием полнометражного фильма по мотивам манги о Гоне. Выход фильма был запланирован на 2009 год, однако после был отменён.

## В видеоиграх
Первое появление Гона в видеоиграх произошло в игре с одноименным названием для Super Nintendo Entertainment System. Игра была разработана компанией Tose и выпущена в Японии компанией Bandai 11 ноября 1994 года. Новая игра о Гоне под названием Gon: Baku Baku Baku Baku Adventure, разработанная для Nintendo 3DS эксклюзивно для Японии, была выпущена 14 июня 2012 года издательством Namco Bandai Games.
Гон появляется в качестве гостевого персонажа в файтинге Tekken 3. Он является одним из двух специальных скрытых персонажей, вместе с Доктором Босконовичем. Его можно открыть двумя способами, первый: победить его в режиме Tekken Ball или путём достижения места в тройке лидеров в режиме выживания; также в качестве инициалов нужно ввести «GON». У него нет мотивов для участия в третьем турнире «Короля Железного Кулака». Гон в игре изображён носящим панцирь черепахи и синие перчатки (панцирь черепахи является отсылкой к одной из историй, когда Гон решил надеть найденный им панцирь черепахи). Он единственный персонаж в Tekken 3, практически не пострадавший от пожара Огра.
Многие фанаты серии Tekken просили Кацухиро Хараду вернуть Гона в Tekken Tag Tournament 2, однако Харада заявил, что не обладает правами на этого персонажа и не может включить его в игру, так как это было в Tekken 3.